# Die Ansiedler

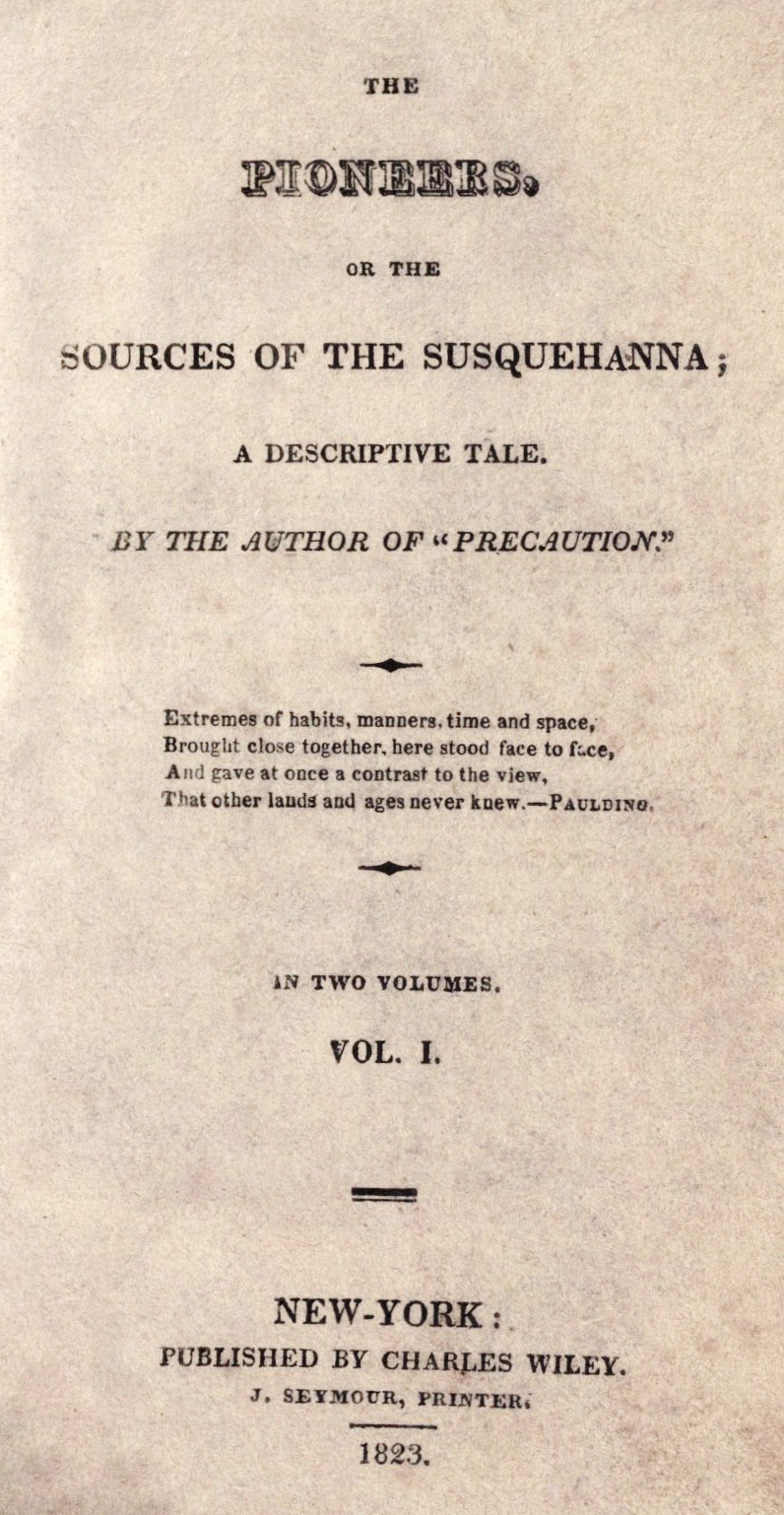
„The Pioneers“, Titel der Originalausgabe 1823

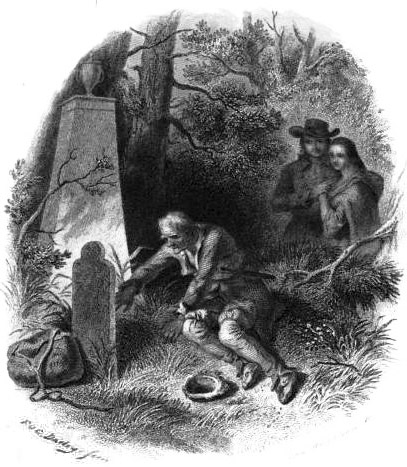
Illustration von F. O. C. Darley, 1861

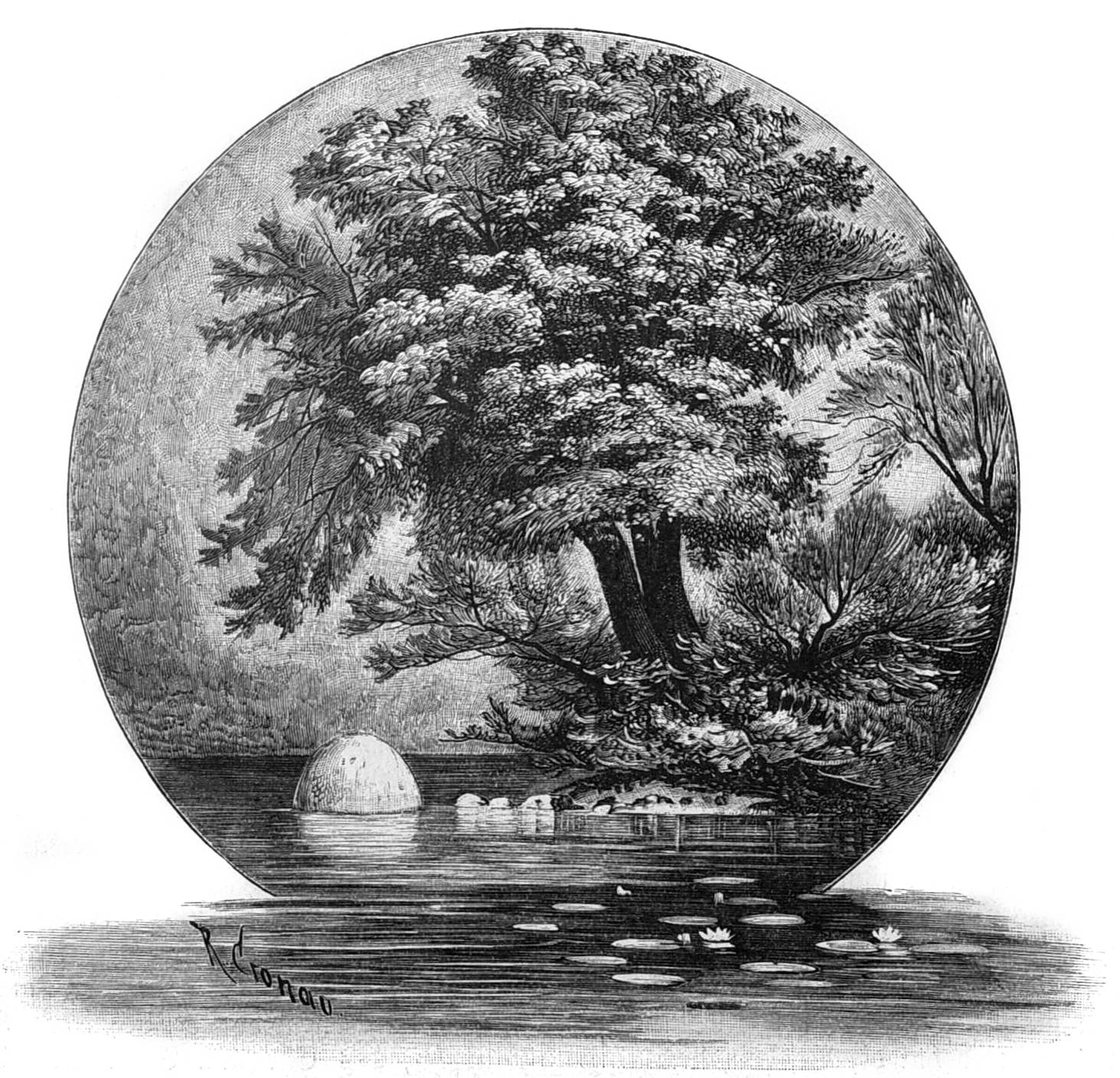
Der Chingachgookfelsen am Südufer des Otsegosees, aus „Die Gartenlaube“, 1897

Die Ansiedler oder die Quellen des Susquehanna (Originaltitel: The Pioneers, or the Sources of the Susquehanna) ist ein 1823 veröffentlichter Gesellschaftsroman des amerikanischen Schriftstellers James Fenimore Cooper (1789–1851). Die erste deutschsprachige Übersetzung des Romans erschien im Jahr 1824.
Die Ansiedler erschien als der erste Band im fünfteiligen Lederstrumpf-Zyklus um die Hauptfigur des Natty Bumppo, der als Jäger und Fallensteller an der Grenze zur Zivilisation lebt. Im chronologischen Handlungsablauf der Serie bildet der Roman den vierten Band.

## Inhalt
Die Handlung spielt um das Jahr 1793, an der westlichen Grenze des Staates New York. Die Hauptpersonen sind der gealterte Lederstrumpf (Natty Bumppo) und der Richter Marmaduke Temple, Großgrundbesitzer und Gründer der Ansiedlung Templeton.
Die Geschichte beginnt mit einem Streit zwischen Lederstrumpf und dem Richter um den Besitz eines frisch erlegten Hirsches. Im folgenden Handlungsverlauf treten jedoch beide, jeder auf seine Weise, gegen die rücksichtslose Ausbeutung der Natur durch die Siedler ein.
Die Handlung spitzt sich zu, als Lederstrumpf und sein Gefährte Chingachgook mit Richter Temple um die Loyalität des jungen Besuchers Oliver Edwards zu konkurrieren beginnen und Lederstrumpf gegen die Jagdgesetze verstößt. Edwards heiratet schließlich Elisabeth, die Tochter des Richters. Als Chingachgook stirbt, verlässt Lederstrumpf seine Hütte am Ufer des Otsego Lake und zieht weiter westlich in die Freiheit der Wildnis.

### Personen
- Nathaniel (Natty) Bumppo, alias Lederstrumpf, alias Falkenauge
- Richter Marmaduke Temple, Gründer von Templeton
- Elisabeth Temple, Tochter des Richters
- Richard Jones, Sheriff und Cousin des Richters
- Hiram Doolittle, Architekt und Friedensrichter
- Monsieur Le Quoi, französischer Immigrant und Kaufmann in Templeton
- Major Friedrich (Fritz) Hartmann, deutscher Siedler und regelmäßiger Besucher im Haus des Richters
- Reverend Grant, anglikanischer Geistlicher
- Ben Pump (Benjamin Penguillan), Dienstbote des Richters
- Remarkable Pettibone, Haushälterin des Richters
- Dr. Elnathan Todd, Arzt
- Chingachgook (John Mohegan), Lederstrumpfs Gefährte
- Oliver Edwards, der junge Jäger und Freund Lederstrumpfs und Chingachgooks
- Mr. und Mrs. Hollinger, Besitzer des Gasthauses „The Bold Dragoon“
- Billy Kirby, Holzfäller
- Louisa Grant, Reverend Grants Tochter
- Chester Lippet, unbeliebter Anwalt
- Dirck Van der School, der rechtschaffene Anwalt des Richters

## Form und Stellung in der Literaturgeschichte
Cooper liefert dem Leser eine detaillierte Beschreibung der fiktiven Ortschaft Templeton und der sie umgebenden Landschaft. Er beschreibt die Erschließung und Kolonisation der Wildnis und die Entwicklung einer Ansiedlung zu einem urbanen Siedlungsraum.
Der Roman weist Parallelen auf, zwischen der Person des Richters und dem Vater des Autors, Richter William Cooper (1754–1809), sowie zwischen der fiktiven Ortschaft und der in den 1780er Jahren von William Cooper gegründeten Kleinstadt Cooperstown, New York.
Die Veränderungen in dem sich rasch entwickelnden Staat und der Landschaft um den Otsegosee, Fragen der Umweltverantwortung sowie der Erhaltung und Nutzung der Natur, werden zu einem zentralen Thema Coopers. „Die Ansiedler“ gilt als einer der ersten ökologischen Romane der amerikanischen Literatur.

### Textausgaben
- Die Ansiedler. Vollständige Ausgabe. Bearbeitete Übersetzung von E. Kolb u. a. durch Rudolf Drescher, Illustrationen von D. E.[!] Darley, Insel-Taschenbuch 182, 1. Auflage, Frankfurt am Main 1977, ISBN 3-458-01882-4

### Sekundärliteratur
- Duncan Faherty: Remodeling the Nation: The Architecture of American Identity, 1776–1858. University Press of New England, Lebanon (New Hampshire) 2009, ISBN 978-1-58465-655-5